# Creu dels Montcada
La Creu dels Montcada és un monument erigit al municipi mallorquí de Calvià. Es troba a un emplaçament prop de l'entrada de Palma Nova. Fou inaugurada en 1887 per l'Arxiduc.

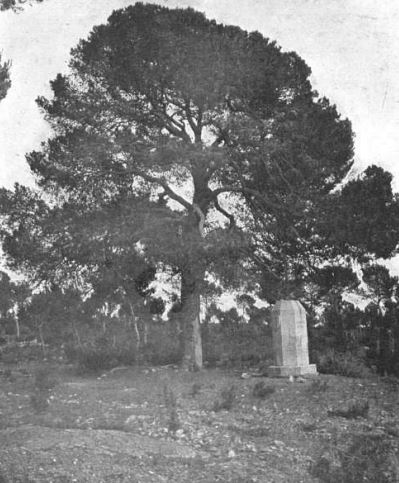
Creu i Pi dels Moncada el 1908

Aquest monument recorda la tràgica mort de Guillem de Montcada, del seu cosí Ramon i dels seus fills durant la batalla de Portopí. Segons la tradició popular, Guillem va morir al mateix lloc que avui ocupa la creu.
Fins fa uns anys es podia observar un pi prop del monument, que rebia el nom de Pi dels Montcada. Encara que es creu que els senyors feudals jeien enterrats devall la creu, aquest no és un fet verídic, ja que estan tots sepulcrats al Monestir de Santes Creus, a Tarragona.